# Нови-Пазар (город, Болгария)
Нови-Пазар (болг. Нови пазар) — город в Болгарии. Находится в Шуменской области, входит в общину Нови-Пазар. Население составляет 12 729 человек (2022).

## Политическая ситуация
Кмет (мэр) общины Нови-Пазар — Георги Сашев Георгиев (Болгарская социалистическая партия (БСП)) по результатам выборов в правление общины.

## Известные уроженцы
- Суружон, Леон (1913—2007) — известный болгарский музыкант, скрипач, музыкальный педагог.
- Радев, Жеко (1875—1934) — болгарский географ, основоположник научной геоморфологии в Болгарии.